# Episodi de Il sospetto (prima stagione)
La prima stagione della serie televisiva Il sospetto (Bajo sospecha), composta da 8 episodi, è stata trasmessa in prima visione sul canale spagnolo Antena 3 dal 17 febbraio al 13 aprile 2015.
In Italia la stagione è stata trasmessa in prima visione su Canale 5 dal 2 giugno al 1º luglio 2015.
| n° | Titolo originale     | Titolo italiano | Prima TV Spagna  | Prima TV Italia |
| -- | -------------------- | --------------- | ---------------- | --------------- |
| 1  | La comunión          | Prima puntata   | 17 febbraio 2015 | 2 giugno 2015   |
| 2  | El vestido           | Seconda puntata | 24 febbraio 2015 | 2 giugno 2015   |
| 3  | La cabaña            | Terza puntata   | 3 marzo 2015     | 9 giugno 2015   |
| 4  | El video de comunión | Quarta puntata  | 10 marzo 2015    | 16 giugno 2015  |
| 5  | Nuria                | Quinta puntata  | 17 marzo 2015    | 23 giugno 2015  |
| 6  | Mamá                 | Sesta puntata   | 23 marzo 2015    | 23 giugno 2015  |
| 7  | La linterna          | Settima puntata | 6 aprile 2015    | 1º luglio 2015  |
| 8  | La verdad            | Ottava puntata  | 13 aprile 2015   | 1º luglio 2015  |

## Prima puntata
- Titolo originale: La comunión
- Diretto da: Silvia Quer
- Scritto da:

### Trama
- Ascolti Spagna: telespettatori 4 216 000 – share 21,6%.[4]
- Ascolti Italia: telespettatori 3 032 000 – share 13,53%.[5]

## Seconda puntata
- Titolo originale: El vestido
- Diretto da: Silvia Quer
- Scritto da:

### Trama
- Ascolti Spagna: telespettatori 3 909 000 – share 19,6%.[6]
- Ascolti Italia: telespettatori 3 032 000 – share 13,53%.[5]

## Terza puntata
- Titolo originale: La cabaña
- Diretto da: Silvia Quer & Jorge Sánchez-Cabezudo
- Scritto da:

### Trama
- Ascolti Spagna: telespettatori 3 947 000 – share 21,4%.[7]
- Ascolti Italia: telespettatori 3 007 000 – share 12,84%.[8]

## Quarta puntata
- Titolo originale: El video de comunión
- Diretto da: Jorge Sánchez-Cabezudo
- Scritto da:

### Trama
- Ascolti Spagna: telespettatori 3 526 000 – share 18,7%.[9]
- Ascolti Italia: telespettatori 2 677 000 – share 11,47%.[10]

## Quinta puntata
- Titolo originale: Nuria
- Diretto da: Silvia Quer & Jorge Sánchez-Cabezudo
- Scritto da:

### Trama
- Ascolti Spagna: telespettatori 3 333 000 – share 17,2%.[11]
- Ascolti Italia: telespettatori 2 943 000 – share 12,85%.[12]

## Sesta puntata
- Titolo originale: Mamá
- Diretto da: Silvia Quer & Jorge Sánchez-Cabezudo

### Trama
- Ascolti Spagna: telespettatori 3 891 000 – share 19,9%.[13]
- Ascolti Italia: telespettatori 2 943 000 – share 12,85%.[12]

## Settima puntata
- Titolo originale: La linterna
- Diretto da: Silvia Quer & Jorge Sánchez-Cabezudo
- Scritto da:

### Trama
- Ascolti Spagna: telespettatori 3 430 000 – share 18,5%.[14]
- Ascolti Italia: telespettatori 2 953 000 – share 14,74%.[15]

## Ottava puntata
- Titolo originale: La verdad
- Diretto da: Silvia Quer & Ramón Campos
- Scritto da:

### Trama
- Ascolti Spagna: telespettatori 3 748 000 – share 20,4%.[16]
- Ascolti Italia: telespettatori 2 953 000 – share 14,74%.[15]